# Vincenz Brehm
Vincenz Brehm (ur. 1 stycznia 1879 w Duppau, zm. 18 maja 1971 w Lunz am See) – austriacki zoolog, limnolog, zoogeograf.

## Życiorys
Z wyróżnieniem ukończył szkołę średnią w Chebie, a po uzyskaniu świadectwa dojrzałości wyjechał do Innsbrucka, gdzie studiował nauki przyrodnicze i matematykę na Leopold-Franzens-Universität. W 1902 przedstawił rozprawę dotyczącą planktonu żyjącego w jeziorze Achensee, a następnie uzyskał uprawnienia do wykonywania zawodu nauczyciela. Pracował w szkołach w Ptuju, Loket i w Chebie, z tym ostatnim miastem był związany od 1910 przez trzydzieści lat. Podróżował do Monachium, Lunz am See oraz do Tyrolu, od 1906 pracował naukowo w stacji biologicznej nad Jeziorem Lunzkim, gdzie badał skorupiaki planktonowe (zwłaszcza Onychura, Copepoda i Ostracoda). W 1922 wyjechał do Wiednia, ale nie mógł się tam odnaleźć i powrócił do Chebu. Prowadząc badania, odczuwał niedosyt propagowanym wówczas mechanicystycznym darwinizmem, był zwolennikiem witalizmu i poglądów głoszonych przez Hansa Driescha. Po dojściu do władzy hitlerowców popadł w konflikt z niemieckim środowiskiem naukowym, negując głoszoną przez nich teorię dziedziczenia. W 1939 zgłosił gotowość przejścia na emeryturę, ale z powodu braków kadrowych w oświacie faktycznie stało się to rok później. Początkowo planował zamieszkać w Kufstein, ale w 1940 nie było to możliwe ze względów finansowych.
Badając widłonogi m.in. z rodzaju Boeckella, został zwolennikiem teorii Wegenera, dotyczącej wędrówek kontynentów. Swoje wnioski związane z tym problemem zawarł w pracy, której rękopis zmuszony był sprzedać razem z bogatą kolekcją filatelistyczną, gdy w 1944 cierpiał głód. W późniejszych latach usiłował go odzyskać, w akcję zaangażowali się naukowcy czescy, ale poszukiwania nie odniosły żadnego skutku. Aż do 1953 jego emerytura była wypłacana na zasadach obowiązujących w chwili jej przyznania. W 1960 z satysfakcją przyjął ogłoszone jako naukowy pewnik wyniki badań dotyczących ruchów płyt tektonicznych i istnienia Gondwany, na co on sam zbierał dowody dwadzieścia lat wcześniej.

## Dorobek naukowy
Pozostawił dorobek naukowy obejmujący dwa podręczniki szkolne, dwie prace dotyczące limnologii, ponad 250 artykułów naukowych. Pozostawił liczne materiały dotyczące Entomostraca, które początkowo przechowywano w Lunz am See. W 1988 czeski limnolog Vladimir Kořínek przekazał je do Muzeum Historii Naturalnej w Londynie.